# Blattloser Widerbart
Der Blattlose Widerbart (Epipogium aphyllum), auch Ohnblatt oder nur kurz Widerbart genannt, ist eine Pflanzenart in der Familie der Orchideen (Orchidaceae).

## Beschreibung

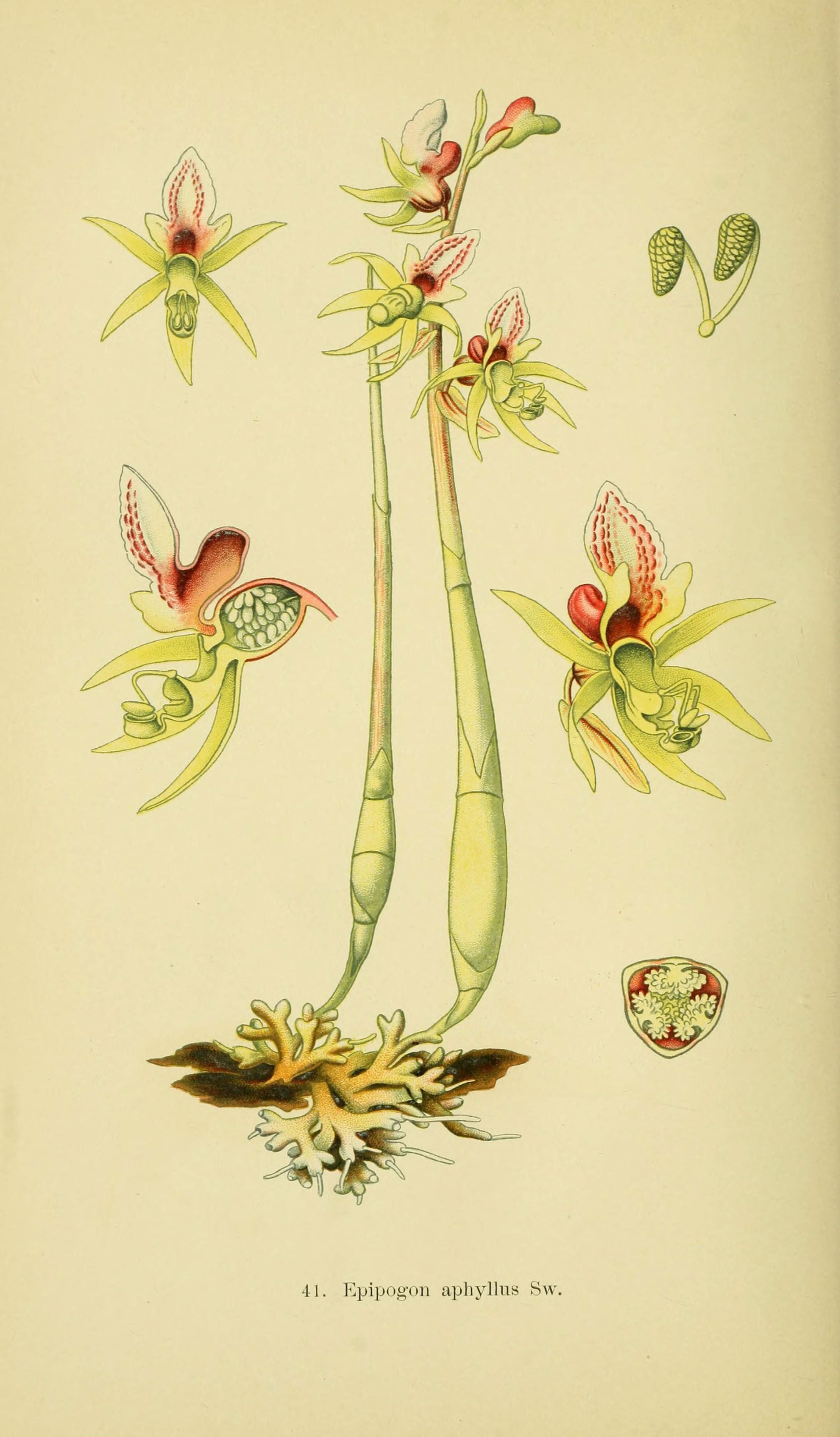
Illustration aus Abbildungen der in Deutschland und den angrenzenden Gebieten vorkommenden Grundformen der Orchideenarten, Tafel 41

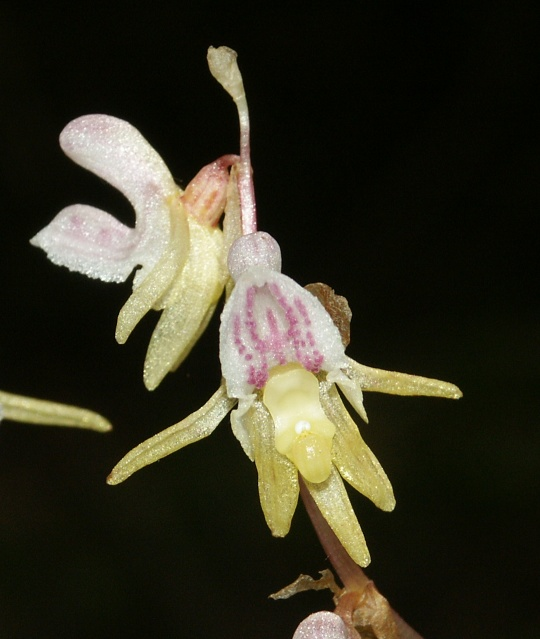
Zygomorphe Blüten

Der Blattlose Widerbart ist eine ausdauernde krautige Pflanze, die Wuchshöhen von 5 bis 30 Zentimeter erreicht. Er ist ein blattloser und chlorophyllfreier Geophyt mit einem fleischigen Rhizom, das stark verzweigt ist und einer Koralle ähnelt. Diese Pflanzenart ist mit ihrer mykoheterotrophen Ernährungsweise lebenslang auf die Pilzsymbiose angewiesen. Der kahle Stängel ist weiß bis schmutzigrosa gefärbt und hat ein bis drei stängelumfassende Schuppenblätter.
Der wenigblütige, ährige Blütenstand trägt eine bis zehn Blüten. Die zygomorphen Blüten sind nicht resupiniert, das heißt die üblicherweise nach unten zeigende Lippe zeigt hier nach oben. Die gelbweißen bis rötlichen Blütenhüllblätter sind 10 bis 15 Millimeter lang. Die Lippe ist 5 bis 10 Millimeter lang, weiß, und mit rötlichen Papillen überzogen. Der Sporn ist dick und sackförmig.
Ende Juli bis Anfang August, seltener auch schon früher, erscheint der Trieb über der Erde. Die Blütezeit beginnt bald darauf und ist meist sehr kurz. Gelegentlich blüht die Pflanze auch unterirdisch.
Die Samenreife erfolgt innerhalb von wenigen Tagen.

### Chromosomensatz
Der Blattlose Widerbart besitzt einen Karyotyp von zwei Chromosomensätzen und jeweils 34 Chromosomen (Zytologie: 2n = 68).

## Ökologie
Der Blattlose Widerbart bildet mit einem Wurzelpilz eine endotrophe Mykorrhiza. Der Same dieser Orchidee enthält keinerlei Nährgewebe für den Keimling. Die Keimung erfolgt daher nur bei Infektion durch einen Wurzelpilz (Mykorrhiza). Auch im erwachsenen Stadium ist der Widerbart auf den Pilz angewiesen (Vollmykotrophie).
Er kommt nachweislich oft mehrere Jahre hintereinander nicht zur Blüte. Anders als bei anderen einheimischen Orchideen bleibt bei ihm die Blüte ungedreht, so dass die Lippe nach oben zeigt.

## Vorkommen

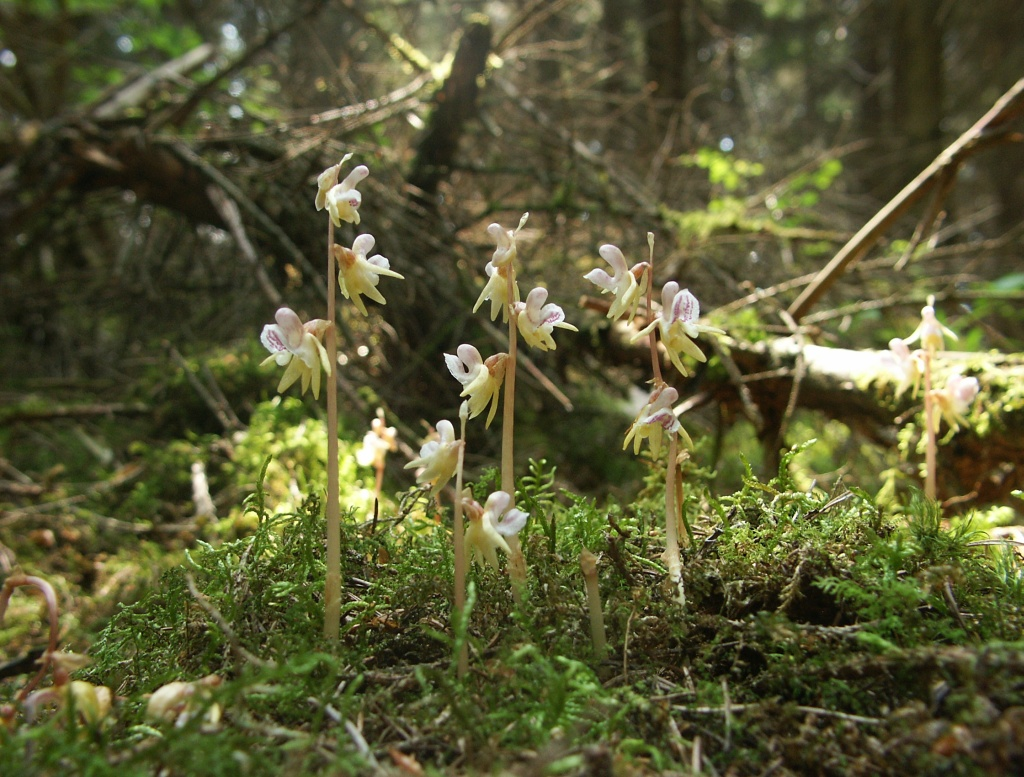
Der Widerbart in einem Fichtenwald in der Baar in Baden-Württemberg

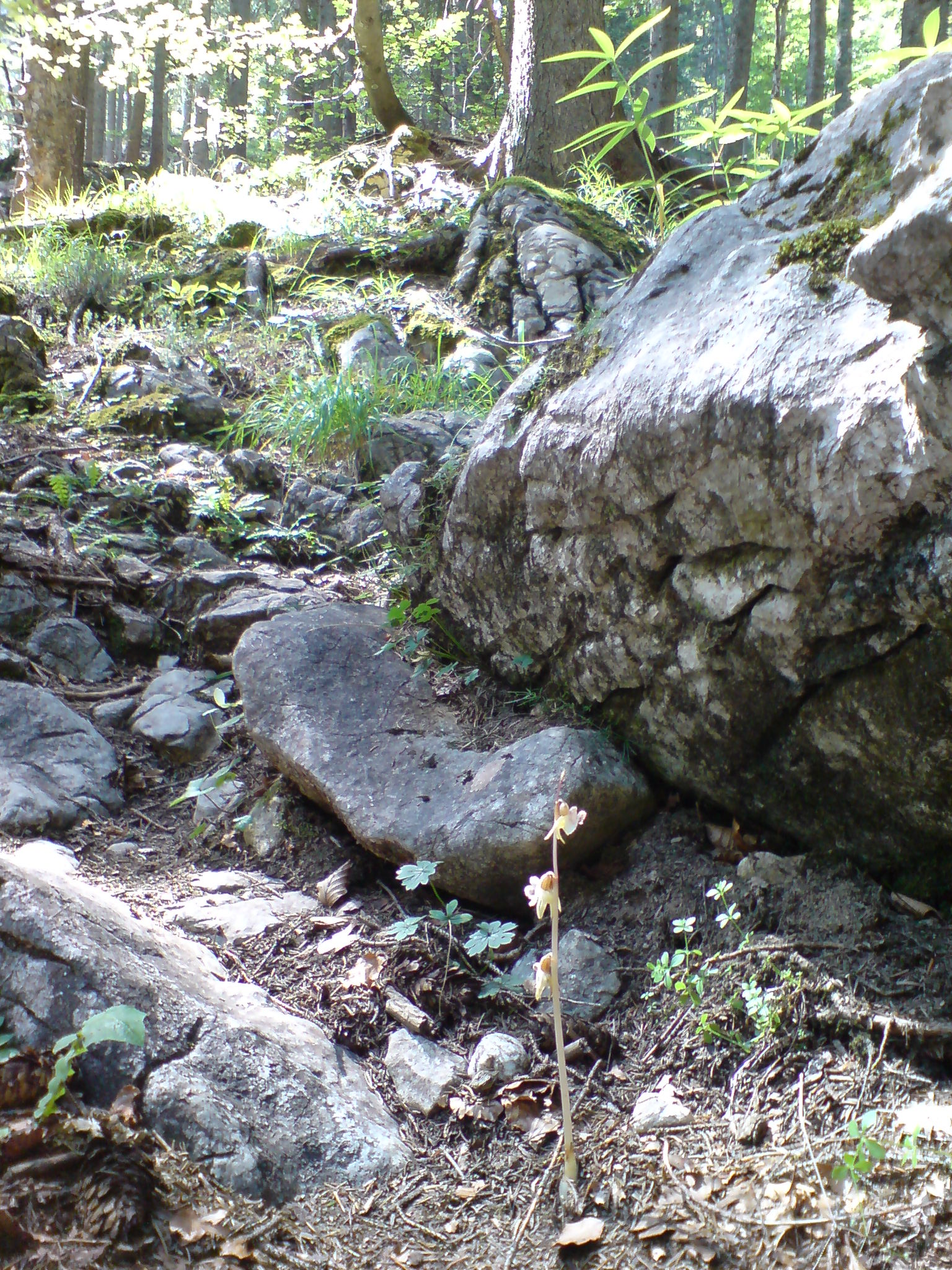
Widerbart in einem Buchen-Tannenwald in Bad Reichenhall/Bayern

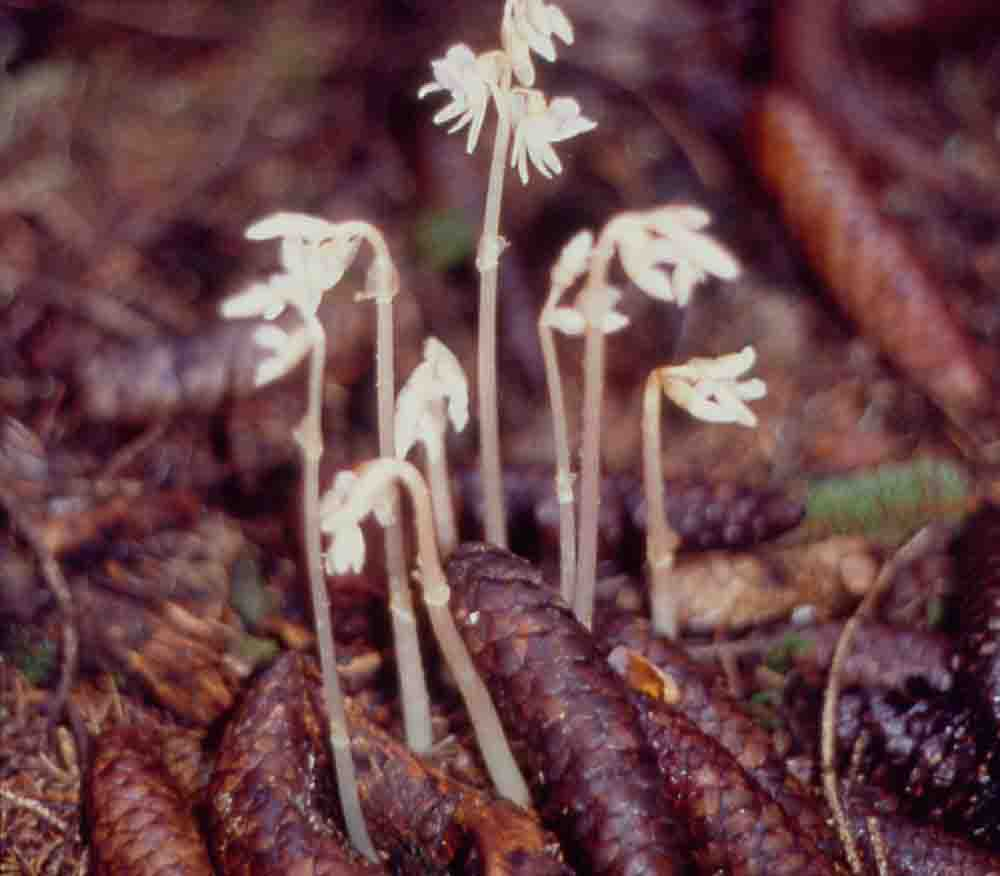
Widerbart an typischem Standort im Fichten-Bergwald (Unterengadin/Schweiz)

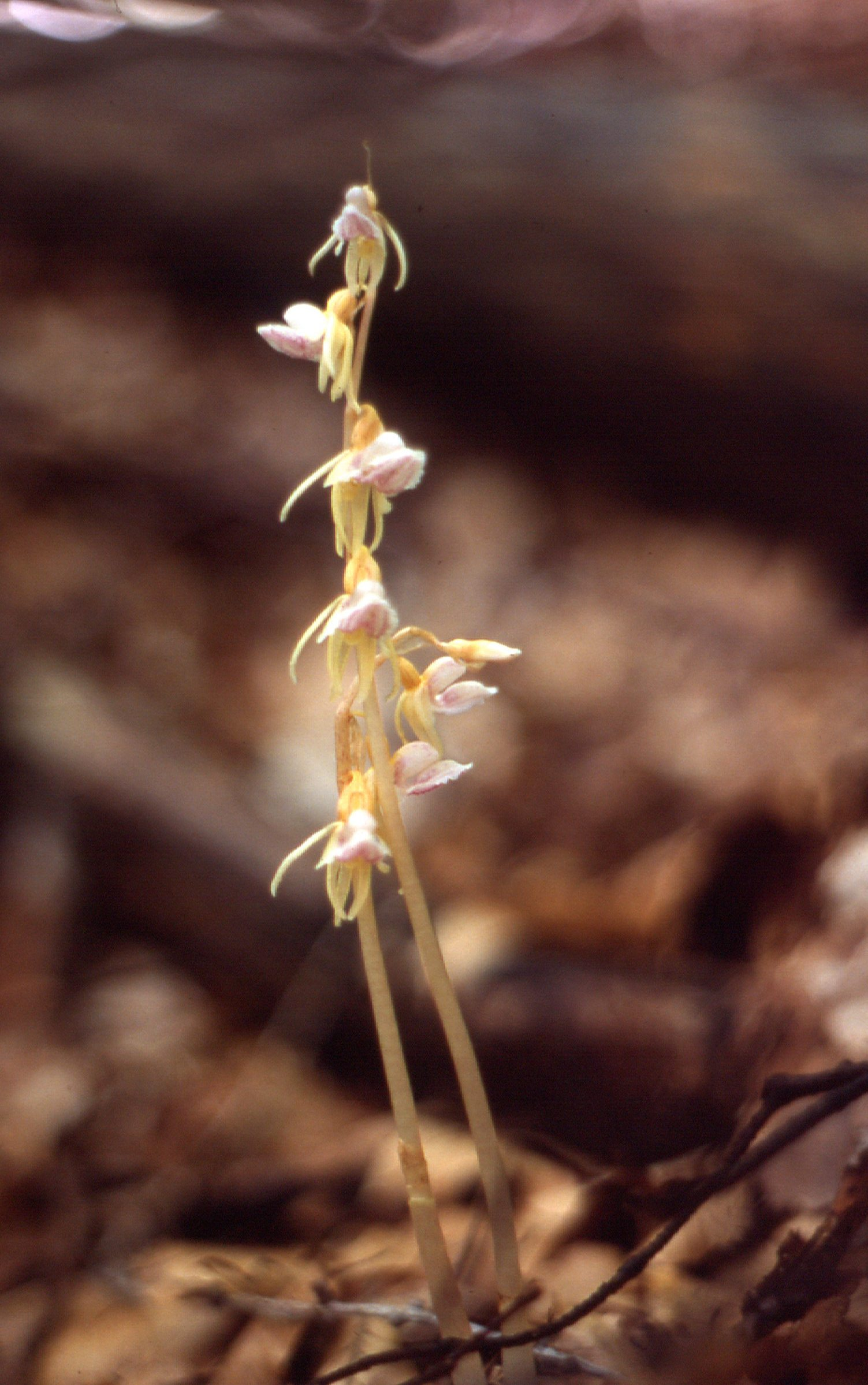
Widerbart in den Karawanken, Nordslowenien

Verbreitet, aber generell selten ist der Widerbart in Europa und Vorderasien mit Ausnahme der mediterranen Gebiete, nach Osten bis Sibirien, Japan, Halbinsel Kamtschatka und dem Himalaya. Florenelemente: submediterran, mittel-atlantisch, subatlantisch, zentraleuropäisch, karpatisch, sarmatisch, mittel-sibirisch, skandinavisch. In Europa kommt er in fast allen Ländern vor und fehlt nur in Portugal, Irland, Island, in den Niederlanden, Moldau, Albanien und im europäischen Teil der Türkei.
In Deutschland befinden sich die dichtesten Vorkommen auf der Schwäbischen Alb, dem Alpenvorland und in der Mitte Deutschlands, wo Sachsen-Anhalt, Thüringen und Niedersachsen aufeinandertreffen. Der Blattlose Widerbart ist eine der seltensten und ungewöhnlichsten Arten im deutschsprachigen Raum. Außerhalb dieser Gebiete wurden nur wenige größere Vorkommen nachgewiesen. In der Schweiz hauptsächlich in alpinen Regionen, aber auch außerhalb wurden Pflanzen an mehreren Fundorten nachgewiesen. Viele sind seit längerer Zeit unbestätigt oder erloschen.
In den Allgäuer Alpen steigt er im bayrischen Teil des Kürenwalds am Gottesacker westlich Riezlern bis zu 1530 m Meereshöhe auf. Nach Baumann und Künkele hat die Art in den Alpenländern folgende Höhengrenzen: Deutschland 20–1500 Meter, Frankreich 400–1900 Meer, Schweiz 600–1800 Meter, Liechtenstein 800–1550 Meter, Österreich 660–1550 Meter, Italien 400–1600 Meter, Slowenien 350–1100 Meter. In Europa liegen die Höhengrenzen bei 20 und 1900 Meter, im Himalaja steigt die Art bis zu 4000 Meter Meereshöhe auf.
Als Standort bevorzugt der Widerbart schattige Laub- und Nadelwälder mit hoher Luftfeuchtigkeit, höherer Bodenfeuchte, dicker Humusauflage und Totholz.
Er findet sich in den Pflanzengesellschaften: Unterverband Asperulo-Fagenion (Mull-Buchenwälder), Unterverband Galio-Abietenion (Labkraut-Tannenwälder), Verband Vaccinio-Piceion (Heidelbeeren-Fichtenwälder).
Die ökologischen Zeigerwerte nach Landolt & al. 2010 sind in der Schweiz: Feuchtezahl F = 2+ (frisch), Lichtzahl L = 1 (sehr schattig), Reaktionszahl R = 2 (sauer), Temperaturzahl T = 3 (montan), Nährstoffzahl N = 3 (mäßig nährstoffarm bis mäßig nährstoffreich), Kontinentalitätszahl K = 4 (subkontinental).

## Naturschutz und Gefährdung
Der Blattlose Widerbart ist durch nationale und internationale Gesetze streng geschützt. Die Art ist in Deutschland durch die BArtSchV besonders geschützt.
- Rote Listen:

Rote Liste Deutschland: 2
Rote Listen Baden-Württemberg: V (Vorwarnliste), Bayern: 2, Hessen: 2, Nordrhein-Westfalen: 2, Rheinland-Pfalz: 2, Sachsen-Anhalt: 1, Thüringen: 1, Mecklenburg-Vorpommern: 1. In den übrigen Ländern kommt diese Art nicht vor oder ist dort ausgestorben.
Die Bestände sind rückläufig. Gründe sind unter anderem Klimaveränderung und Kahlschläge. Unerwarteterweise war die Blüte im Jahrhundertsommer 2003 sehr langanhaltend und zahlreich. Die Auswirkungen machten sich erst im darauffolgenden Jahr bemerkbar: Es erschienen deutlich weniger Pflanzen.
Um auf die besondere Schutzwürdigkeit dieser seltenen Art hinzuweisen, wurde der Blattlose Widerbart von den Arbeitskreisen Heimische Orchideen (AHO) zur Orchidee des Jahres 2014 gewählt.

## Taxonomie
Die Erstveröffentlichung erfolgte 1753 durch Carl von Linné in seinem Werk Species Plantarum Band 2, Seite 945 als Satyrium epipogium. Satyrium ist heute der wissenschaftliche Name einer hauptsächlich im südlichen Afrika und in Südasien vorkommenden Orchideengattung. Der heute gültige botanische Name ist Epipogium aphyllum Sw. Olof Peter Swartz veröffentlichte ihn 1814 in Summa Vegetabilium Scandinaviae Systematice Coordinatorum Seite 32. Der botanische Gattungsname Epipogium leitet sich von den altgriechischen Wörtern ἐπί (epi) für auf, oben, nach oben, aufwärts und ὁ πώγων, -ωνος (pōgōn) = der Bart ab; das Artepitheton aphyllum von ἄφυλλος (áphyllos) bedeutet blattlos.
Weitere Synonyme für Epipogium aphyllum Sw. sind Epipogium gmelinii (L.) Rich. 1817 und Orchis aphylla F.W.Schmidt 1791.

## Systematik
Die Gattung Epipogium Borkh. umfasst insgesamt vier Arten:
- Blattloser Widerbart (Epipogium aphyllum Sw.): Er kommt in den gemäßigten Zonen Eurasiens vor.[9]
- Epipogium japonicum Makino: Sie kommt in Nepal, Sichuan, Taiwan und auf Honshu vor.[9]
- Epipogium kentingense T.P.Lin & Shu H.Wu: Die 2012 erstbeschriebene Art kommt in Taiwan vor.[9]
- Epipogium roseum (D.Don) Lindl. (Syn.: Limodorum roseum D.Don): Sie kommt vom tropischen Afrika bis zu dem Inseln im südwestlichen Pazifik vor.[9]

## Bildergalerie

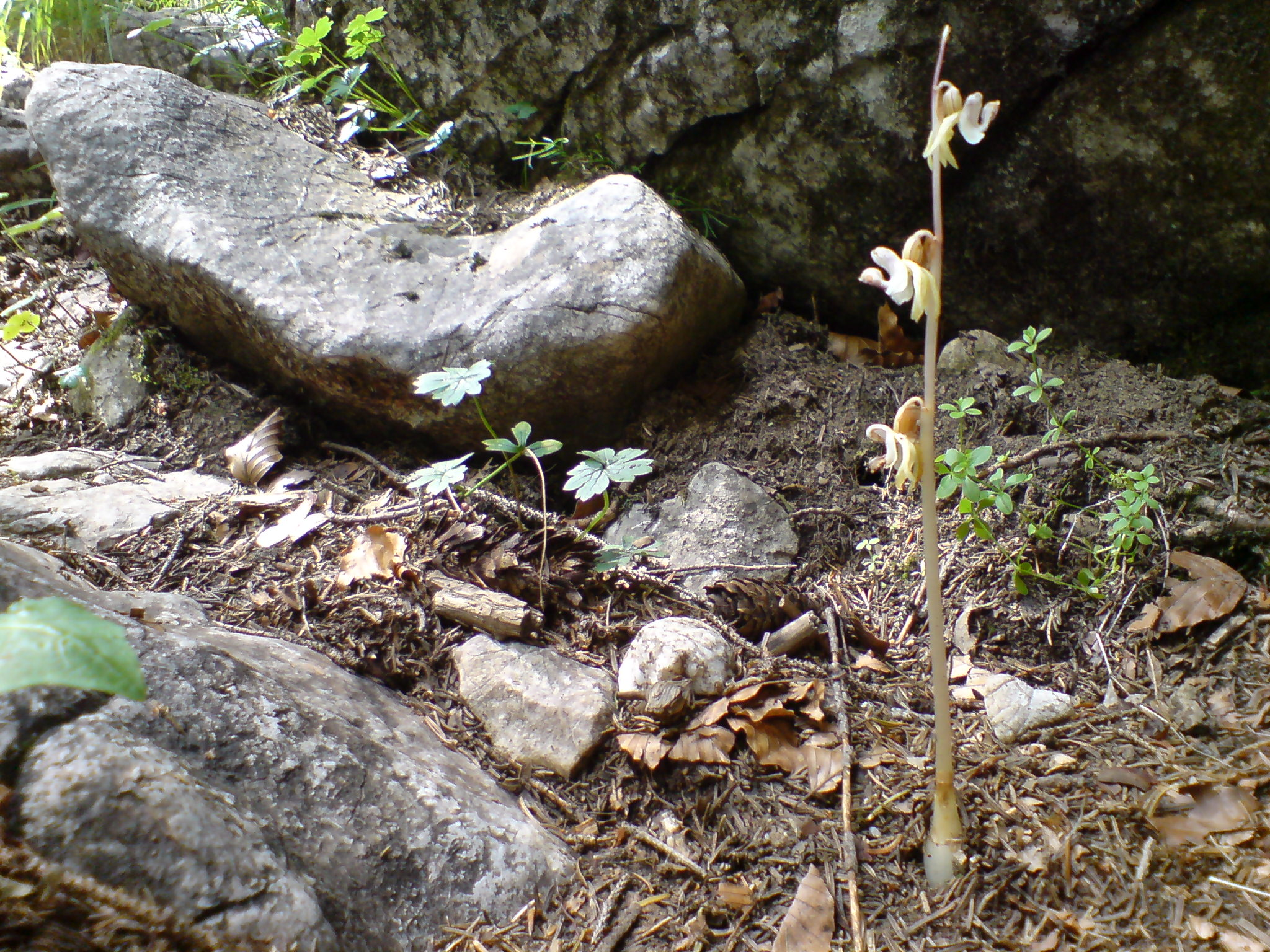
Widerbart in Bad Reichenhall/Bayern
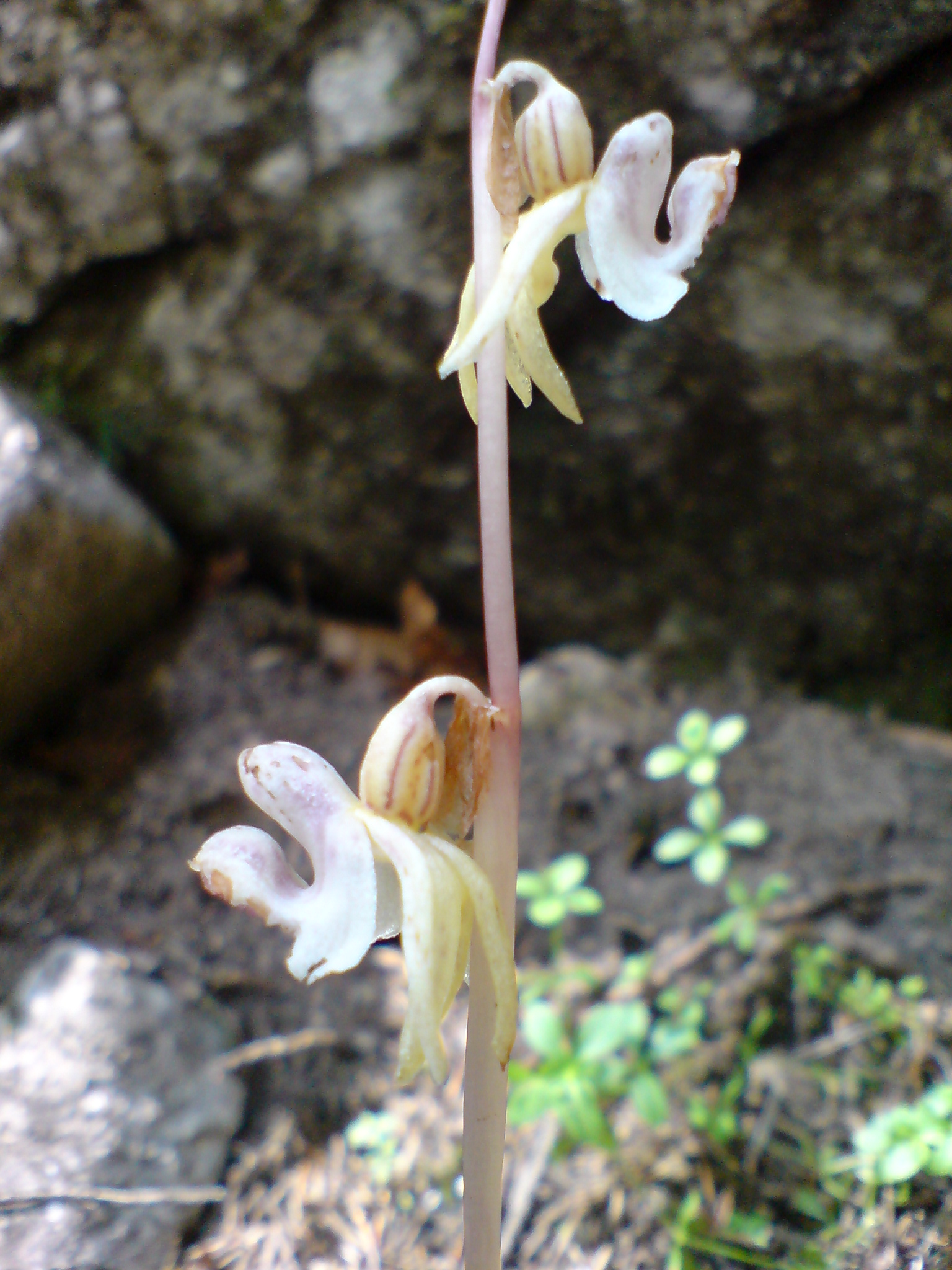
Widerbart in Bad Reichenhall/Bayern
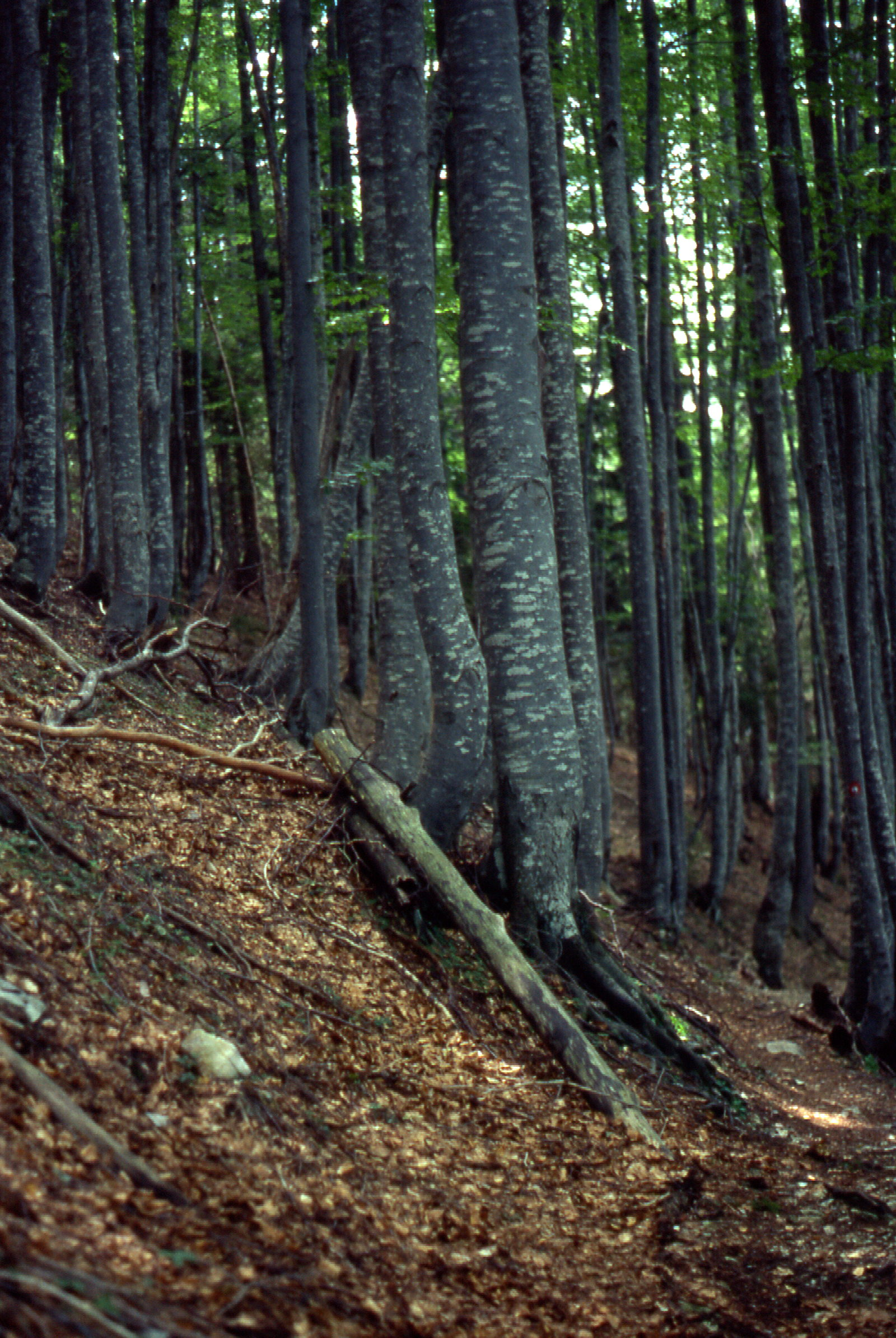
Biotop im Buchen-Tannenwald (Nordslowenien)
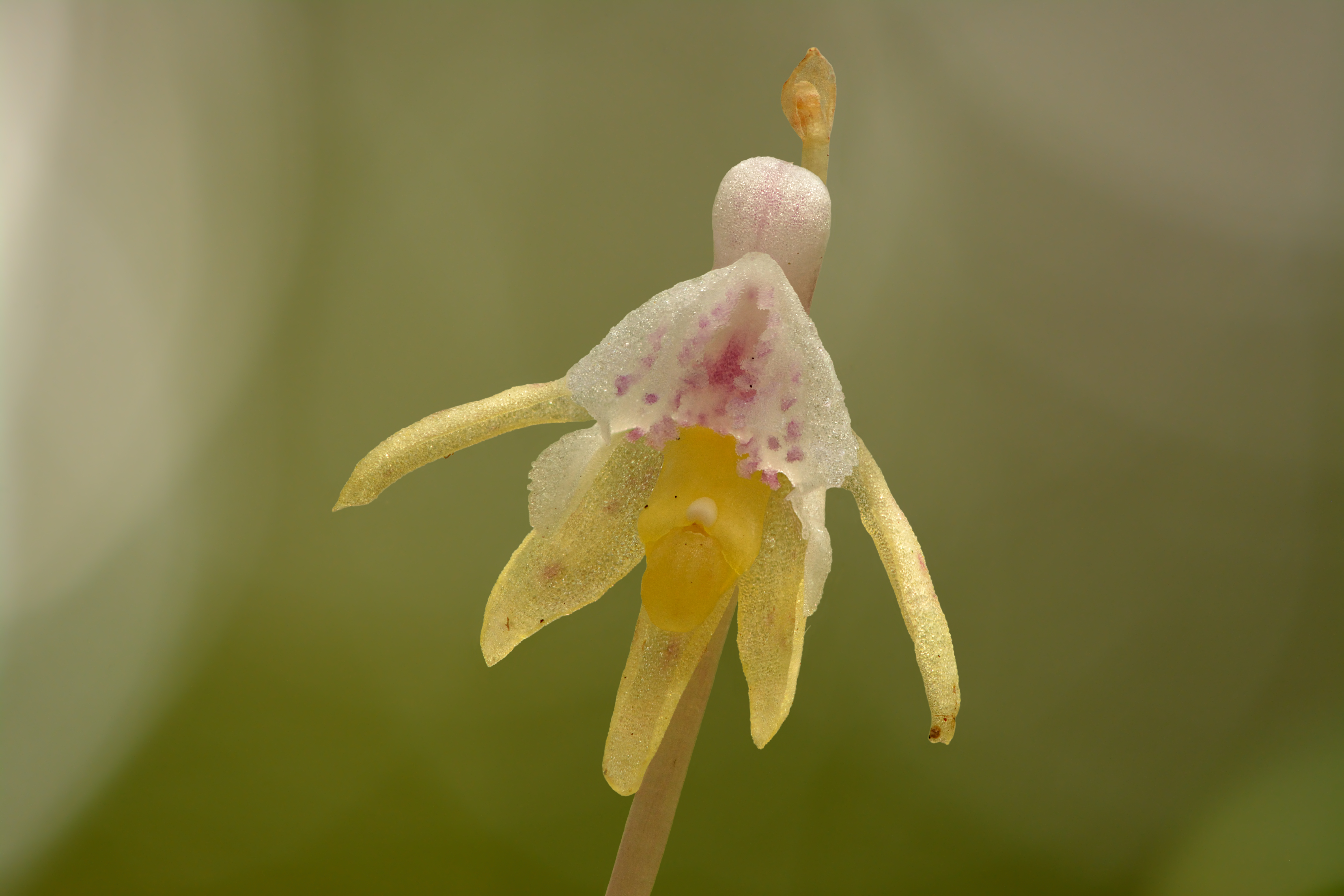
Widerbart im Estland
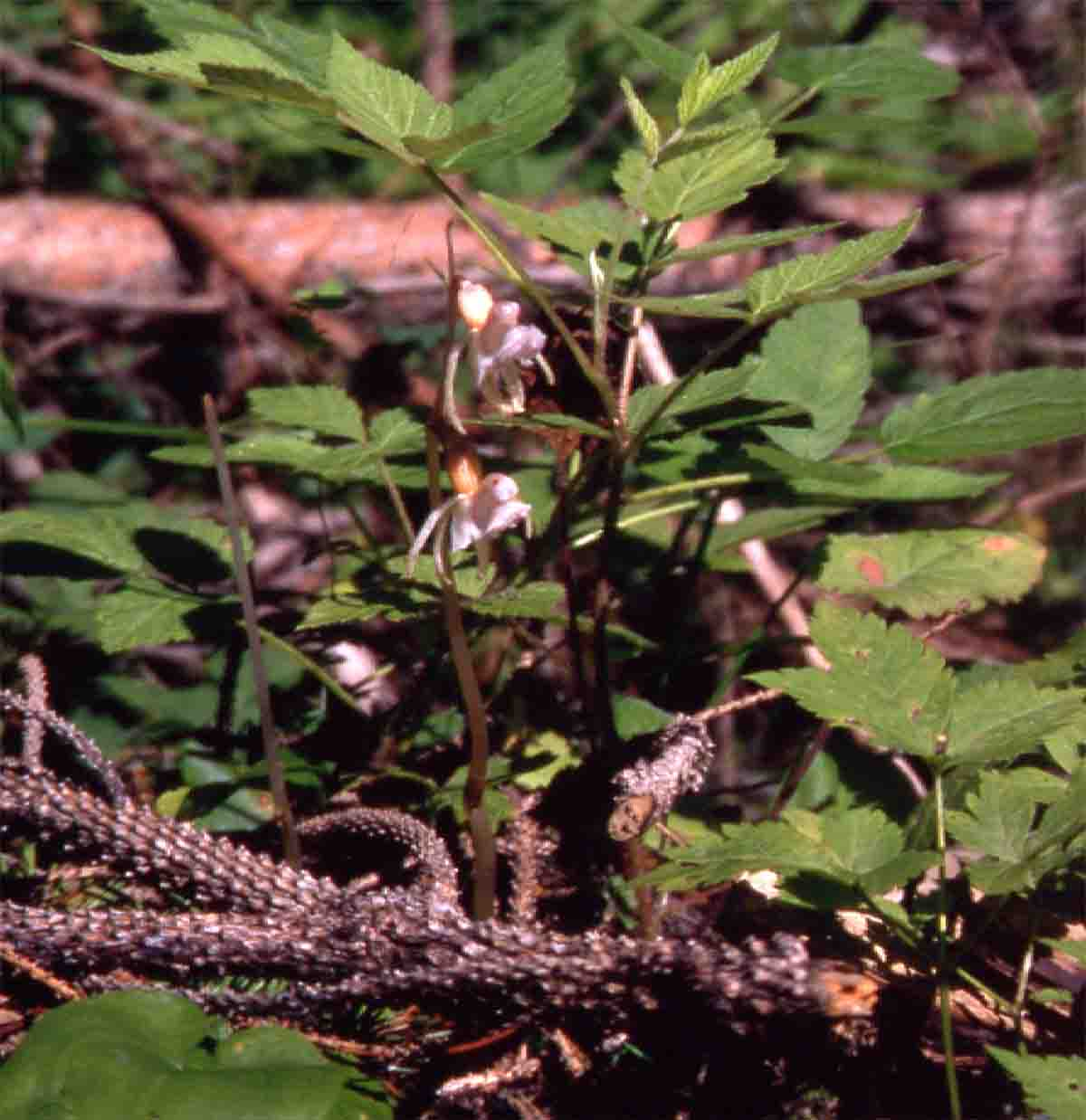
Ungewöhnlich sonniger Standort im (Unterengadin/Schweiz)